# Liste des orgues français classés au titre des monuments historiques
Cette liste recense les orgues de France protégés au titre objet par les monuments historiques comme orgues classés exclusivement, dans certains cas au titre immeuble, ou immeuble par destination, que ce soit pour leur buffet ou leur partie instrumentale.

## Liste par région
- Auvergne-Rhône-Alpes :
  - Auvergne
  - Rhône-Alpes

- Bourgogne-Franche-Comté : 
  - Bourgogne
  - Franche-Comté

- Bretagne

- Centre-Val de Loire

- Corse

- Grand Est : 
  - Alsace
  - Champagne-Ardenne
  - Lorraine

- Hauts-de-France : 
  - Nord-Pas-de-Calais
  - Picardie

- Île-de-France (hors Paris)

- Normandie

- Nouvelle-Aquitaine : 
  - Aquitaine
  - Limousin
  - Poitou-Charentes

- Occitanie : 
  - Languedoc-Roussillon
  - Midi-Pyrénées

- Paris

- Pays de la Loire

- Provence-Alpes-Côte d'Azur

## Sources
- Base Palissy des Monuments historiques français
- Les Orgues de Bretagne, Michel Cocheril, Éditions OUEST-FRANCE, 1981,  (ISBN 2-85882-237-9)
- Les Orgues de Paris, Béatrice de Andia, Jean-Louis Coignet, Michel Le Moël, Action Artistique de la Ville de Paris  (ISBN 2-913246-54-0)
- Les Orgues de la Communauté Urbaine de Strasbourg, Charles-Léon Koehlhoeffer, Jérôme Do Bentzinger Éditeur 2011,  (ISBN 9782849602614)
- Les Orgues du Berry, Éditions Comp'Act 2003,  (ISBN 2-87661-299-2)
- Les Orgues de l'Isère, Éditions Comp'Act 1996,  (ISBN 2-87661-142-2)
- Les Orgues de Loir & Cher, Éditions Comp'Act 1999,  (ISBN 2-87661-184-8)
- Les Orgues de Lyon, Éditions Comp'Act 1992,  (ISBN 2-87661-062-0)
- Les Orgues du Rhône (Hors Lyon), Éditions Comp'Act 1994,  (ISBN 2-87661-091-4)
- Orgues en Alsace, Haut-Rhin, tome 2, Bas-Rhin 1 & 2, tomes 3 & 4, ARDAM-Alsace 1985-86
- Orgues en Aquitaine, tomes 1, 2, ADAMA chez EDISUD,  (ISBN 2-85744-329-3),  (ISBN 2-85744-361-7)
- Orgues en Languedoc-Roussillon, tomes 1, 2, & 3, ARAM-LR chez EDISUD,  (ISBN 2-85744-312-9),  (ISBN 2-85744-313-7),  (ISBN 2-85744-314-5)
- Orgues en Poitou-Charentes, ARDIAMC, chez EDISUD,  (ISBN 2-85744-474-5)
- Orgues du Limousin, ASSECARM Limousin chez EDISUD 1993
- Orgues de Lorraine: Meuse, ASSECARM Éditions SERPENOISE 1992,  (ISBN 2-87692-127-8)
- Orgues de Lorraine: Vosges, ASSECARM Éditions SERPENOISE 1991,  (ISBN 2-87692-093-X)
- Orgues de Haute-Normandie, Comité Technique des Orgues de Haute-Normandie, Aux Amateurs de Livres 1992,  (ISBN 2-87841-029-7)
- Orgues en Provence-Alpes-Côte d'Azur, tomes 1, 2, & 3, ARCAM chez EDISUD,  (ISBN 2-85744-255-6),  (ISBN 2-85744-256-4),  (ISBN 2-85744-257-2)